# Кафтан, Джордж
Джордж А. Кафтан (англ. George A. Kaftan; 22 февраля 1928 года, Нью-Йорк, штат Нью-Йорк, США — 6 октября 2018 года) — американский профессиональный баскетболист. Чемпион NCAA в сезоне 1946/1947 годов.

## Ранние годы
Джордж Кафтан родился в городе Нью-Йорк (штат Нью-Йорк), а учился он в Манхэттенской школе имени Франциска Ксаверия (район Челси), в которой выступал за местную баскетбольную команду.

## Студенческая карьера
В 1949 году окончил Колледж Святого Креста, где в течение четырёх лет играл за команду «Холи-Кросс Крузейдерс», в которой провёл успешную карьеру. При Кафтане «Крузейдерс» ни разу не выигрывали регулярный чемпионат конференции Independent, однако два раза выходили в плей-офф студенческого чемпионата США (1947—1948).
В 1947 году «Холи-Кросс Крузейдерс» стали чемпионами Национальной ассоциации студенческого спорта (NCAA), а Джордж Кафтан был признан самым выдающимся игроком этого баскетбольного турнира. 20 марта они вышли в финал четырёх турнира NCAA (англ. Final Four), где сначала в полуфинальном матче, 22 марта, обыграли команду Ирвина Дэмброта «ГКНЙ Биверс» со счётом 60—45, в котором Кафтан стал лучшим игроком матча, набрав 30 очков, а затем в финальной игре, 25 марта, обыграли команду Джеральда Такера «Оклахома Сунерс» со счётом 58—47, в которой Джордж стал лучшим игроком своей команды, набрав 18 очков. В следующем сезоне «Крестоносцы» повторно вышли в финал четырёх турнира NCAA, где в полуфинале, 20 марта, проиграли будущему победителю турнира, команде Алекса Грозы и Ральфа Бирда «Кентукки Уайлдкэтс», со счётом 52—60, в котором Кафтан стал лучшим игроком своей команды, набрав 15 очков.
Джордж Кафтан два года подряд включался во 2-ю всеамериканскую сборную NCAA (1947—1948). После окончания спортивной карьеры был включён в баскетбольный Зал славы Новой Англии и колледжа Святого Креста.

## Карьера в НБА
Играл на позиции лёгкого форварда. 21 марта 1949 года был выбран на драфте НБА под 16-м номером командой «Бостон Селтикс», хотя к тому времени уже провёл в её составе 21 игру, дебютировав в лиге 1 февраля того же года. Позже выступал за команды «Нью-Йорк Никс», «Потакет Слейтерс» (ABL) и «Балтимор Буллетс». Всего в НБА провёл 5 неполных сезонов. В сезоне 1950/1951 годов Кафтан в составе «Нью-Йорк Никс» стал чемпионом Восточной конференции, но в финальном матче его команда в упорной борьбе проиграла чемпиону Западной конференции «Рочестер Роялз» со счётом 3—4. В следующем сезоне «Никербокерс» повторно выиграли турнир Восточной конференции, однако в финальной серии вновь уступили в семиматчевом триллере (два матча завершились в овертайме) победителю турнира Западной конференции «Миннеаполис Лейкерс». Всего за свою карьеру в НБА Джордж Кафтан сыграл 212 игр, в которых набрал 1594 очка (в среднем 7,5 за игру), сделал 424 подбора и 399 передач.

## Статистика

### Статистика в НБА
| Сезон                                                                                    | Команда  | Регулярный сезон | Регулярный сезон | Регулярный сезон | Регулярный сезон | Регулярный сезон | Регулярный сезон | Регулярный сезон | Регулярный сезон | Регулярный сезон | Регулярный сезон | Регулярный сезон | Серия плей-офф | Серия плей-офф | Серия плей-офф | Серия плей-офф | Серия плей-офф | Серия плей-офф | Серия плей-офф | Серия плей-офф | Серия плей-офф | Серия плей-офф | Серия плей-офф |
| Сезон                                                                                    | Команда  | GP               | GS               | MPG              | FG%              | 3P%              | FT%              | RPG              | APG              | SPG              | BPG              | PPG              | GP             | GS             | MPG            | FG%            | 3P%            | FT%            | RPG            | APG            | SPG            | BPG            | PPG            |
| ---------------------------------------------------------------------------------------- | -------- | ---------------- | ---------------- | ---------------- | ---------------- | ---------------- | ---------------- | ---------------- | ---------------- | ---------------- | ---------------- | ---------------- | -------------- | -------------- | -------------- | -------------- | -------------- | -------------- | -------------- | -------------- | -------------- | -------------- | -------------- |
| 1948/49                                                                                  | Бостон   | 21               |                  |                  | 36,8             |                  | 62,6             |                  | 2,9              |                  |                  | 14,5             | Не участвовал  | Не участвовал  | Не участвовал  | Не участвовал  | Не участвовал  | Не участвовал  | Не участвовал  | Не участвовал  | Не участвовал  | Не участвовал  | Не участвовал  |
| 1949/50                                                                                  | Бостон   | 55               |                  |                  | 37,2             |                  | 65,4             |                  | 2,6              |                  |                  | 9,7              | Не участвовал  | Не участвовал  | Не участвовал  | Не участвовал  | Не участвовал  | Не участвовал  | Не участвовал  | Не участвовал  | Не участвовал  | Не участвовал  | Не участвовал  |
| 1950/51                                                                                  | Нью-Йорк | 61               |                  |                  | 38,8             |                  | 62,4             | 2,5              | 1,2              |                  |                  | 4,9              | 8              |                |                | 33,3           |                | 33,3           | 0,8            | 0,3            |                |                | 1,6            |
| 1951/52                                                                                  | Нью-Йорк | 52               |                  | 18,4             | 37,5             |                  | 68,7             | 3,8              | 1,7              |                  |                  | 6,2              | 13             |                | 17,8           | 39,4           |                | 66,7           | 2,3            | 1,7            |                |                | 6,2            |
| 1952/53                                                                                  | Балтимор | 23               |                  | 16,5             | 31,7             |                  | 65,7             | 3,3              | 1,3              |                  |                  | 5,8              | Не участвовал  | Не участвовал  | Не участвовал  | Не участвовал  | Не участвовал  | Не участвовал  | Не участвовал  | Не участвовал  | Не участвовал  | Не участвовал  | Не участвовал  |
|                                                                                          | Всего    | 212              |                  | 17,8             | 37,0             |                  | 65,0             | 3,1              | 1,9              |                  |                  | 7,5              | 21             |                | 17,8           | 38,1           |                | 64,4           | 1,7            | 1,1            |                |                | 4,4            |
| Наведите курсор мыши на аббревиатуры в заголовке таблицы, чтобы прочесть их расшифровку. |          |                  |                  |                  |                  |                  |                  |                  |                  |                  |                  |                  |                |                |                |                |                |                |                |                |                |                |                |